# Draw the Line
Draw the Line är bandet Aerosmiths femte album, utgivet 1977.
Medlemmarna själva har ofta kommenterat att musiken på albumet blev otydlig, "cloudy", på grund av inre stridigheter vid tidpunkten då inspelningarna skedde. Albumet sticker inte ut så mycket som gruppens tidigare album gjorde musikaliskt utan fokuserar istället på ett hårt rakt rocksound.
Albumet blev 11:a på albumlistan i USA. Låtarna "Draw the Line" och "Kings and Queens" nådde 42:a respektive 70:e plats på singellistan, medan de tredje singeln "Get It Up" inte tog sig in på listan.

## Låtlista
1. "Draw the Line" (Joe Perry/Steven Tyler) - 3:23
2. "I Wanna Know Why" (Joe Perry/Steven Tyler) - 3:09
3. "Critical Mass" (Jack Douglas/Tom Hamilton/Steven Tyler) - 4:53
4. "Get It Up" (Joe Perry/Steven Tyler) - 4:02
5. "Bright Light Fright" (Joe Perry) - 2:19
6. "Kings and Queens" (Jack Douglas/Tom Hamilton/Joey Kramer/Steven Tyler/Brad Whitford) - 4:55
7. "The Hand That Feeds" (Jack Douglas/Tom Hamilton/Joey Kramer/Steven Tyler/Brad Whitford) - 4:23
8. "Sight for Sore Eyes" (Jack Douglas/David Johansen/Joe Perry/Steven Tyler) - 3:56
9. "Milk Cow Blues" (Kokomo Arnold) - 4:14